# Bob Einstein
Stewart Robert Bob Einstein (Los Ángeles, California; 20 de noviembre de 1942-Indian Wells, California; 2 de enero de 2019) fue un actor estadounidense que interpretó al doble Super Dave Osborne.

## Biografía
Einstein nació en Los Ángeles en 1942. Sus padres fueron Harry Einstein y Thelma Leeds, y falleció en Indian Wells el 2 de enero de 2019, víctima de cáncer. Su hermano menor es Albert Brooks y su hermano mayor es Cliff Einstein, un ejecutivo retirado en Los Ángeles.

## Carrera
Einstein hizo su comienzo escribiendo para Smothers Brothers, en el cual ganó un Premio Emmy. En el equipo de guionistas estaban también Steve Martin y Murray Roman. También apareció en el programa como el oficial Judy.
Su primera aparición como Super Dave Osborne fue en The John Byner Comedy Hour, una serie de televisión de 1972. Fue un personaje regular en Bizarre y apareció como invitado en Late Night with David Letterman. 
Apareció en la segunda temporada de Anger Management como el vecino de Charlie Goodson.
Einstein dobló la voz a dos personajes de Las desventuras de Tim.
Uno de sus papeles más importantes y largos fue interpretando al personaje de Marty Funkhouser en la serie  Curb your enthusiasm  de Larry David. 
Falleció el 2 de enero de 2019 tras padecer cáncer.